# Mistrzostwa Ameryki Północnej Strongman
Mistrzostwa Ameryki Północnej Strongman (North America's Strongest Man) – doroczne, indywidualne zawody północnoamerykańskich siłaczy.

## Mistrzowie Ameryki Północnej Strongman
| Rok  | Zawodnik         | Kraj              | Miejsce zawodów  |
| ---- | ---------------- | ----------------- | ---------------- |
| 1998 | David Brown      | Stany Zjednoczone |                  |
| 1999 | Steve Dmytrow    | Stany Zjednoczone |                  |
| 2000 | nieznany         |                   |                  |
| 2001 | Hugo Girard      | Kanada            | Hull, Kanada     |
| 2002 | Hugo Girard      | Kanada            |                  |
| 2003 | Jon Andersen     | Stany Zjednoczone |                  |
| 2004 | nieznany         |                   |                  |
| 2005 | nieznany         |                   |                  |
| 2006 | nieznany         |                   |                  |
| 2007 | Jessen Paulin    | Kanada            | Gatineau, Kanada |
| 2008 | Jessen Paulin    | Kanada            | Gatineau, Kanada |
| 2009 | Christian Savoie | Kanada            | Gatineau, Kanada |